# Alex Soler-Roig
Alejandro "Alex" Soler-Roig, född 29 oktober 1932 i Barcelona, är en spansk halvprofessionell racerförare.

## Racingkarriär
Soler-Roig var son till den Barcelonakirurg som behandlade Jochen Rindt efter dennes krasch i Spaniens Grand Prix 1969. Soler-Roig själv hade resurser att frikostigt betala för att köra i formel 1, vilket bland andra March och BRM utnyttjade säsongerna 1971 och 1972. Han kvalificerade till sex lopp men bröt i samtliga.

## F1-karriär
| Säsong | Stall/Tillverkare                                | Poäng | Placering |
| ------ | ------------------------------------------------ | ----- | --------- |
| 1970   | World Wide Racing/Garvey Team Lotus (Lotus-Ford) | 0     | –         |
| 1971   | March-Ford                                       | 0     | –         |
| 1972   | BRM                                              | 0     | –         |